# Rosaura Méndez Gamboa
Rosaura Mayela Méndez Gamboa (Santa Teresita, Turrialba, 22 de diciembre de 1962) exdeportista y actualmente educadora costarricense, además diputada por el tercer lugar de la provincia de Cartago, en la Asamblea Legislativa de Costa Rica, por el Partido Liberación Nacional para el período 2022-2026. 
Rosaura se ha desempeñado como académica en universidades como la UNA, UCR, a partir de 1990 se ha desarrollado profesionalmente como docente, extensionista e investigadora en el Instituto Tecnológico de Costa Rica (TEC). Además, ha ocupado diversos cargos como dirigente del deporte costarricense e internacional. Es particularmente conocida por su activismo en pro de la igualdad de oportunidades entre hombres y mujeres en el mundo del deporte.

## Biografía
Nació en el distrito de Santa Teresita, en el cantón de Turrialba, el 22 de diciembre de 1962. Hija de Emiliano Méndez Montero y Hilda Gamboa Mora. Es la cuarta de nueve hermanos (tres hombres y seis mujeres). Al cumplir 8 años su familia decidió trasladarse vivir a Turrialba para que sus hermanos mayores tuvieran la oportunidad de asistir al Colegio.

## Sus inicios y éxitos como deportista
Sus inicios como deportista se dan a la edad de 17 años, todo comenzó con una bicicleta prestada para practicar ciclismo, al lado de deportistas de renombre y al enterase que había competencias en San José para mujeres un día decidió acompañarlos en 1980 con tan solo 18 años participó por primera vez en una competición de Ruta, claro esa primera vez no ocupó la mejor posición convirtiéndose en ciclismo en su pasión. Inicio su preparación deportiva con la idea de volver a viajar a San José y no volver a ocupar la posición 29, penúltima del grupo. Pasados los meses volvió a viajar y participar con el equipo de ciclismo de Juegos Nacionales de Turrialba ubicándose en los primeros lugares de la competencia. En 1980 logró el Primer Campeonato Nacional de Ciclismo de Ruta y lo revalido en 1981 y 1982. Fue una época de gran auge del ciclismo femenino con cobertura de todos los medios de comunicación. Fue la primera mujer campeona nacional de ciclismo de ruta por su trayectoria y su liderazgo desde el 2012 está Incorporada en la Galería del Deporte de la ciudad de Turrialba. Además, En el 2018 formó parte del Libro Mujeres sin Miedo de la Escritora Dina Rodríguez. Como entrenadora de Atletismo de la selección de atletismo del ITCR, obtuvo el primer lugar en TEC; JUNCOS UNED, UCR y UNA.

## Educación
- Doctora en Ciencias de la Cultura Física y el Deporte. Instituto Superior de Cultura Física Manuel Fajardo (ISCF) – La Habana, Cuba 2009.
- Maestría en Cultura Física y Deporte del Instituto Superior de Cultura Física y Deporte.
- Sus estudios de primaria los realizó en la Escuela Mariano Cortés, la secundaria la curso en el Colegio Nocturno Enrique Menzel de la ciudad de Turrialba.

## Cargos desempeñados
- Directora Escuela de Cultura y Deporte del Instituto Tecnológico de Costa Rica.
- Editora ad-honorem de la Revista Organización Panamericana de Deporte Universitario (ODUPA).
- Coordinadora de la Unidad de Deporte del Instituto Tecnológico de Costa Rica.
- Directora Ejecutiva de la Asociación Deportiva Liga Metropolitana de Ciclismo.

## Dirigente del Deporte Nacional
- Vicepresidenta Federación Costarricense Universitaria del Deporte (FedeU).
- Coordinadora Comisión de Deportes FedeU.
- Presidenta Asociación Deportiva y Recreativa del ITCR.
- Miembro del Tribunal de Honor Nacional del Programa de Juegos Deportivos Nacionales.
- Representante del ITCR anta La Federación Costarricense Universitaria del Deporte (FECUNDE).
- Miembro de la Junta Directiva de la Asociación FECUNDE, adscrita al Consejo Nacional de Rectores.
- Presidenta Asociación Deportiva y Recreativa del ITCR
- Representante de TEC en CONARE en la Red Costarricense de Universidades Promotora de la Salud.

## Dirigente del Deporte Internacional
- Integrante del Comité Ejecutivo de la Federación Internacional de Deporte Universitario (FISU).
- Presidenta de la Comisión de Igualdad de Género de la Federación Internacional de Deporte Universitario (FISU).
- Representante de Costa Rica en la Red Iberoamericana Mujer y Deporte adscrita al Consejo de Ministros del Deporte de Iberoamérica.
- Miembro del Comité Ejecutivo de la Federación Internacional de Ciclismo
- Miembro de la Organización Deportiva Universitaria Panamericana (ODUPA). Comité Ejecutivo
- Miembro Honorario de la Organización Deportiva Universitaria Panamericana
- Miembro de la Organización Deportiva Universitaria Centroamericana y del Caribe.

## Militancia política
- Militante del Partido Liberación Nacional.
- Presidenta de la Juventud Liberacionista de Turrialba, 1993.
- Delegada Provincial Vicepresidenta del Comité Político Provincial de Cartago, 2021.
- Diputada de la Asamblea Legislativa de Costa Rica por el tercer puesto de la provincia de Cartago para el período 2022-2026.

## Logros para el cantón de Turrialba
- Proyecto Nuevo Territorio Turrialba y Jiménez